# Resolució 1431 del Consell de Seguretat de les Nacions Unides
La Resolució 1431 del Consell de Seguretat de les Nacions Unides fou adoptada per unanimitat el 14 d'agost de 2002. Després de recordar les resolucions 827 (1993), 955 (1994), 1165 (1998), 1166 (1998) i 1329 (2000) i 1411 (2002), el Consell va establir un grup de jutges temporals al Tribunal Penal Internacional per a Ruanda (TPIR) per tal que completés el seu treball al més aviat possible.
El Consell de Seguretat estava decidit a supervisar el progrés del TPIR de la manera més propera i estava convençut de la necessitat d'establir un grup de magistrats ad lítem per facilitar la conclusió del seu treball. En virtut del Capítol VII de la Carta de les Nacions Unides, es va crear un grup de jutges temporals i es van esmenar els estatuts del TPIR i en conseqüència els del Tribunal Penal Internacional per a l'antiga Iugoslàvia (TPIY).
Es va demanar al secretari general Kofi Annan que fes disposicions per a l'elecció de 18 jutges temporals i la provisió de recursos al tribunal. Finalment, es va instar a tots els països a cooperar amb el TPIR de conformitat amb les obligacions derivades de la Resolució 955; això es referia en part a Ruanda, que havia estat acusada d'adoptar una actitud poc cooperativa vers el TPIR pel president d'aquest últim en les seves cartes al Consell.